# ZPS LM-400.00
LM-400.00 – spalinowa lokomotywa manewrowa wyprodukowana przez Zakład Pojazdów Szynowych ze Stargardu dla Metra Warszawskiego do prowadzenia jazd manewrowych wagonów Siemens Inspiro.